# Сертан штата Сержипи (мезорегион)

Сертан штата Сержипи на карте.

Сертан штата Сержипи (порт. Mesorregião do Sertão Sergipano)  —  административно-статистический мезорегион в Бразилии, входит в штат Сержипи.Население составляет 224 691 человек (на 2010 год). Площадь — 7 314,788 км². Плотность населения — 30,72 чел./км².

## Демография
Согласно сведениям, собранным в ходе переписи 2010 г. Национальным институтом географии и статистики (IBGE), население мезорегиона составляет:
| Полное население                            | Полное население                            | Полное население                            | Полное население                            | 224 691 |
| ------------------------------------------- | ------------------------------------------- | ------------------------------------------- | ------------------------------------------- | ------- |
| в том числе:                                | Городское население                         | 113 369                                     | Процент городского населения, %             | 50,46   |
|                                             | Сельское население                          | 111 322                                     | Процент сельского населения, %              | 49,54   |
|                                             | Мужское население                           | 112 653                                     | Процент мужского населения, %               | 50,14   |
|                                             | Женское население                           | 112 038                                     | Процент женского населения, %               | 49,86   |
| Плотность населения, чел/км²                | Плотность населения, чел/км²                | Плотность населения, чел/км²                | Плотность населения, чел/км²                | 30,72   |
| Население мезорегиона в % к населению штата | Население мезорегиона в % к населению штата | Население мезорегиона в % к населению штата | Население мезорегиона в % к населению штата | 10,87   |

## Состав мезорегиона
В мезорегион входят следующие микрорегионы:
1. Сержипана-ду-Сертан-ду-Сан-Франсиску
2. Карира